# 아우구스트 레이
아우구스트 레이(에스토니아어: August Rei, 1886년 3월 22일 러시아 제국 리보니아 현(현재의 에스토니아 얘르바 주) ~ 1963년 3월 29일 스웨덴 스톡홀름)는 에스토니아의 정치인, 변호사다.

## 생애
국립 상트페테르부르크 대학교 법학과 출신이며 1905년 러시아 혁명에 가담한 경력을 갖고 있다. 1906년 탈린에서 지하 신문 《소치알데모크라트》(Sotsiaaldemokraat)의 편집자를 맡으면서부터 사회민주주의 진영에서 활동했다. 1913년부터 1914년까지 빌리안디에서 변호사로 근무했다. 제1차 세계 대전 이 진행 중이던 1914년부터 1917년까지 상트페테르부르크 요새에서 포병 부대 장교로 복무했고 1917년부터 1918년까지 에스토니아군에서 복무했다.
1917년부터 1919년까지 신문 《소치알데모크라트》(Sotsiaaldemokraat)의 편집장을 역임했으며 1927년부터 1928년부터 《라흐바 서나》(Rahva Sõna)의 편집자를 역임했다. 1925년부터 1926년까지 에스토니아의 입법부인 리기코구의 의장을 역임했고 1928년 12월 4일부터 1929년 7월 9일까지 에스토니아의 국가 총재를 역임했다.
1932년부터 1933년까지 에스토니아 외무부 장관을 역임했으며 1936년부터 1937년까지 에스토니아 외무부 차관을 역임했다. 1938년에는 소련 주재 에스토니아 대사로 임명되었지만 1940년 소련이 에스토니아를 점령하면서 직책이 소멸되었다. 1944년부터 1945년까지 에스토니아 망명 정부의 외교부 장관을 역임했고 1945년 1월 9일부터 1963년 3월 29일까지 에스토니아 망명 정부에서 대통령 겸 총리를 역임했다.